# 全球定位系統導航裝置
全球定位系統導航裝置是一种能够从卫星导航系统接收信息，然后计算该装置所在的地理位置的装置。用戶可以在該裝置所附帶的地图軟件上查看自己所在的位置以及查看自己與目的地之間的路線。用戶可以在任何天气条件下，在地球上的任何地方通過全球定位系統導航裝置查看位置和时间信息。